# 99 – gra o wszystko
99 – gra o wszystko (lub 99 – gra o wszystko. VIP) – polski program telewizji TTV łączący elementy teleturnieju i reality show, oparty na formacie 99 to Beat (wyemitowanym po raz pierwszy w Niderlandach pod nazwą De Alleskunner), emitowany od stycznia 2022 roku.

## Charakterystyka programu
Udział w grze bierze 100 osób (w edycji VIP: 36, 43 lub 44). Uczestnicy programu wykonują zadania sprawnościowe, zręcznościowe, intelektualne i bazujące na losowości. Po każdej konkurencji odpada osoba, która najsłabiej poradziła sobie z danym zadaniem. Osoba, która pozostanie w grze po wyeliminowaniu 99 graczy (w edycji VIP: 35, 42 lub 43), wygrywa program. Nagrodą dla zwycięzcy jest 50 000 złotych (w pierwszej edycji: 25 000 złotych); w edycjach VIP wygrana przekazywana jest na cel charytatywny (dla Fundacji TVN).
Program nie ma klasycznego prowadzącego, który byłby obecny w studiu razem z zawodnikami. Podobne funkcje wykonuje jednak narrator i komentator gry, któremu głosu udziela aktor Rafał Mohr.
Motywy przewodnie w doborze uczestników
Pierwsza edycja programu miała specjalny charakter w związku z obchodami 10-lecia TTV. Udział w niej wzięło kilkadziesiąt osób występujących w takich programach stacji, jak np. Gogglebox. Przed telewizorem, Down the Road. Zespół w trasie, Królowe życia, Ostre cięcie, Usterka. Druga edycja programu była jedyną (stan na styczeń 2025), w której do gry przystąpili uczestnicy wyłonieni w eliminacjach, a nie występujący wcześniej w innych programach nadawcy. Uczestnikami czwartej edycji (trzeciej z dopiskiem „VIP”) były osoby pozostające w formalnym bądź nieformalnym związku z innym uczestnikiem tej edycji. Uczestnicy piątej edycji (czwartej z dopiskiem „VIP”) tworzyli dwie grupy: grupę uczestników powracających do programu i grupę debiutantów, a skład szóstej edycji (piątej z dopiskiem „VIP”) poza twarzami znanymi z anteny stacji stworzyli także uczestnicy programów typu reality show innych kanałów grupy TVN.

## Emisja programu
Pierwszą edycję programu, powiązaną z obchodami 10-lecia TTV, nadawano codziennie od 2 do 7 stycznia 2022 roku o godzinie 22.00. Emisję telewizyjną pierwszego odcinka poprzedziło prapremierowe udostępnienie go w serwisie Player 1 stycznia 2022 roku. Kolejne wydania pierwszej serii udostępniano w Playerze w momencie planowego rozpoczęcia emisji w telewizji.
W 2021 roku zapowiedziano, że powstanie także druga seria programu, a jej emisję zaplanowano na wiosnę 2022 roku. Program nadawano co tydzień w sobotnie wieczory. Poszczególne wydania były udostępniane w momencie planowego rozpoczęcia emisji w telewizji.
Trzecia edycja programu (druga z dopiskiem „VIP”) nadawana była na przełomie sierpnia i września 2022 roku. Kolejne trzy edycje programu powracały co roku w sezonie wiosennym.

### Spis edycji
| Edycja | Edycja | Liczba odcinków | Pierwsza emisja telewizyjna (TTV) | Pierwsza emisja telewizyjna (TTV) | Pierwsza emisja telewizyjna (TTV) | Pierwsza emisja telewizyjna (TTV)                   |
| Edycja | Edycja | Liczba odcinków | Sezon                             | Pierwszy odcinek                  | Finał                             | Pora emisji                                         |
| ------ | ------ | --------------- | --------------------------------- | --------------------------------- | --------------------------------- | --------------------------------------------------- |
| 1.     | VIP 1  | 6               | nie dotyczy                       | 2 stycznia 2022                   | 7 stycznia 2022                   | codziennie 22.00                                    |
| 2.     | zwykła | 13              | wiosna 2022                       | 5 marca 2022                      | 22 maja 2022                      | sobota 21.45 (odc. 1–12); niedziela 21.45 (odc. 13) |
| 3.     | VIP 2  | 6               | nie dotyczy                       | 28 sierpnia 2022                  | 2 września 2022                   | codziennie 22.00                                    |
| 4.     | VIP 3  | 6               | wiosna 2023                       | 4 marca 2023                      | 8 kwietnia 2023                   | sobota 22.00                                        |
| 5.     | VIP 4  | 8               | wiosna 2024                       | 2 marca 2024                      | 20 kwietnia 2024                  | sobota 22.00                                        |
| 6.     | VIP 5  | 8               | wiosna 2025                       | 1 marca 2025                      | 19 kwietnia 2025                  | sobota 22.00                                        |

## Oglądalność w telewizji linearnej
Informacje o oglądalności oparto na badaniach przeprowadzonych przez Nielsen Audience Measurement. Dotyczą one wyłącznie premier telewizyjnych – nie uwzględniają oglądalności powtórek, wyświetleń w serwisach wideo na życzenie (np. Player) itp.
Średnia oglądalność premier telewizyjnych odcinków pierwszej serii wyniosła 945 tys. widzów. Widownia programu była wyższa od średnich długookresowych wyników stacji. Finał 1. edycji zobaczyło w telewizji 1,12 mln osób; odcinek ten znalazł się na 10. pozycji w zestawieniu najliczniej oglądanych programów tygodnia w grupie komercyjnej (16–49).
Średnia oglądalność trzeciej edycji (drugiej z dopiskiem „VIP”) – nadawanej od 28 sierpnia do 2 września 2022 – wyniosła 369 tys. widzów (3,72% udziału w rynku w paśmie).
Średnia oglądalność czwartej edycji (trzeciej z dopiskiem „VIP”) – nadawanej od 4 marca do 8 kwietnia 2023 – wyniosła 492 tys. widzów (4,85% udziału w rynku w paśmie).

## Zwycięzcy kolejnych edycji
1. Dominik Strzelec[9] (VIP),
2. Piotr Dziedzina[22],
3. Malwina Wędzikowska[17] (VIP),
4. Krzysztof Radzikowski[23] (VIP),
5. Mateusz Stachowiak[24] (VIP),
6. Leon Zieliński[25] (VIP).